# Flugkreisel

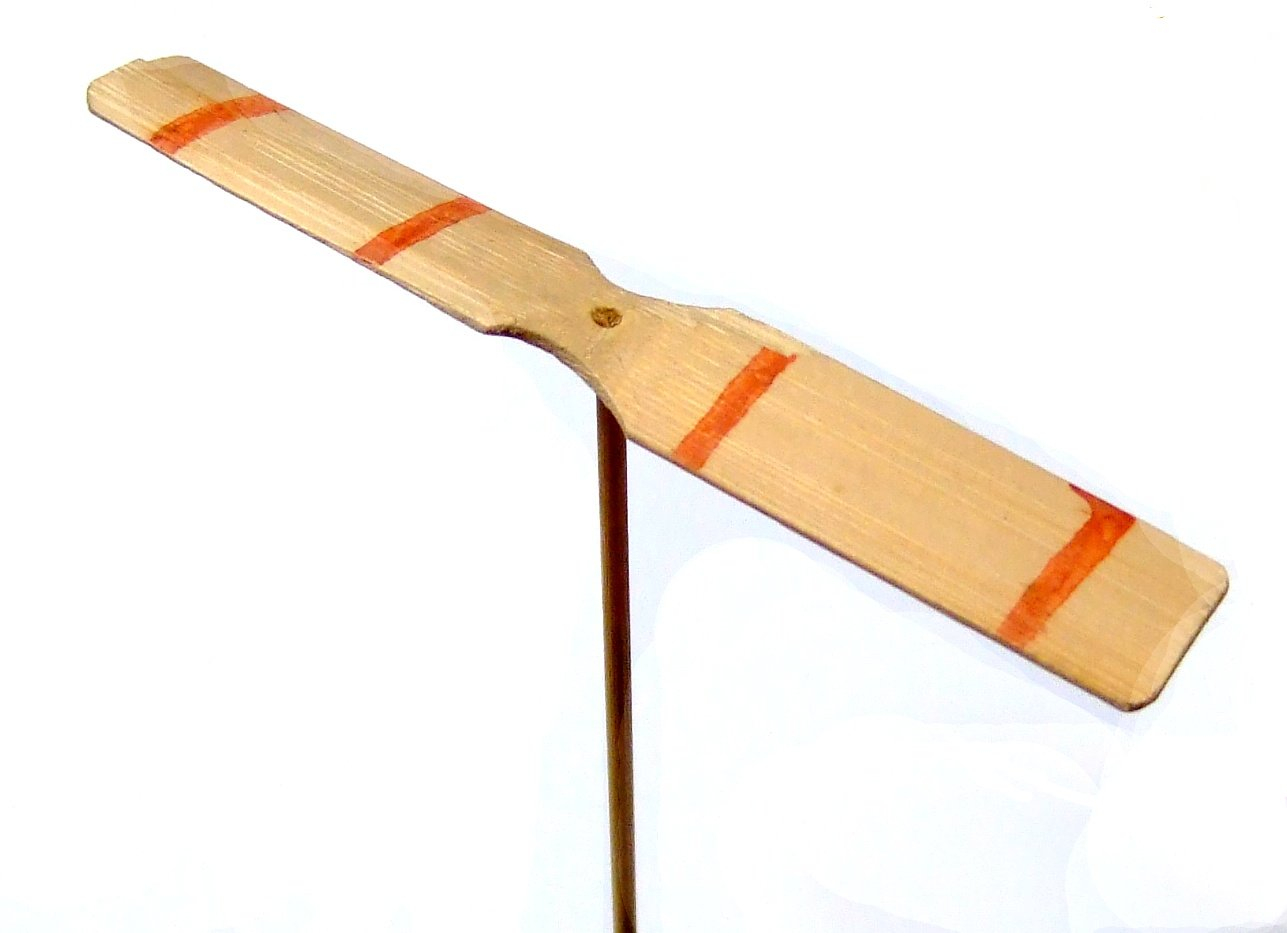
Bambuslibelle (traditionelles Holzspielzeug)

Ein Flugkreisel oder Propellerspiel ist ein Kinderspielzeug, das aus einem Griff und einem meist dreiflügeligen Propeller besteht. Durch Zug an einer Schnur oder an einem Plastik-Zahnradband wird der Propeller in rasche Drehungen versetzt. Durch den dabei entstehenden Auftrieb kann der Flugkreisel bis zu mehrere Meter hochsteigen. Aufgrund der Rotation des Propellers wird die Drehachse wie bei einem Kreisel stabilisiert.
Bereits im 19. Jahrhundert spielten Kinder mit selbstgebauten Flugkreiseln.
Als hölzerne Bambuslibelle (englisch Bamboo-copter) sind Flugkreisel in China und Japan schon lange bekannt.